# Bruinkopslingeraap
De bruinkopslingeraap (Ateles fusciceps) is een zoogdier uit de familie van de grijpstaartapen (Atelidae). De wetenschappelijke naam van de soort werd voor het eerst geldig gepubliceerd door John Edward Gray in 1866.

## Voorkomen
De soort komt voor in de oerwouden in het noorden van Zuid-Amerika en in Midden-Amerika.

## Leefwijze
Zijn menu bestaat voornamelijk uit vruchten, maar daarnaast eet hij ook bladeren, boombast, jonge twijgjes en honing. Soms eet hij ook dierlijk voedsel, zoals vogeleieren en insecten. Het is een dagactief groepsdier dat in grote groepen samenleeft. Naar men aanneemt, zijn de dieren in dergelijke groepen familie van elkaar. De bruinkopslingeraap doet zijn naam eer aan door van tak naar tak en van boom tot boom te springen om zo grote afstanden te overbruggen. Het is ook een echte boombewoner, die zelden of nooit op de grond komt.

## Voortplanting
De voortplanting is bij bruinkopslingerapen niet seizoensgebonden. Bruinkopslingeraapvrouwtjes krijgen doorgaans eens per 2 of 3 jaar één jong dat geboren wordt na een draagtijd van 7.5 maanden. Het jong wordt ongeveer 4 maanden door de moeder op de buik gedragen. Het jong klemt zich hierbij stevig vast in de vacht van de moeder en slaat zijn staart stevig om de staartbasis van de moeder heen. Als het jong groter en zwaarder wordt, draagt de moeder het op de rug. 

## Ondersoorten
De soort heeft twee ondersoorten:
- Ateles fusciceps fusciceps - komt voor in het noordwesten van Ecuador.
- Ateles fusciceps rufiventris - komt voor van het zuidwesten van Colombia tot in het oosten van Panama.